# Сітон Делавал
Сітон Делаван (англ. Seaton Delaval Hall) — маєток який побудований у Нортумберленд (англ. Northumberland) — Англія.

## Розташування
Маєток знаходиться недалеко від узбережжя, на північ від Ньюкасл-апон-Тайн. Розташований між Сітон шлюзовий і Сітон Делаван, він був розроблений сером Джоном Ванбраф в 1718 році для адмірала Джорджа Делаван і в даний час належить Національному тресту.

## Історія
Маєток пережив дві страшних пожежі у вісімнадцятому столітті, а під час Першої та Другої світових воєн там були розквартировані урядові війська.
Маєток Сітон Делаван належить лорду Хастінгс (англ. Hastings), будинок потребує невеликої реставрації.
Будинок стоїть на місці нормандського поселення, чия церковна капела справно служить досі.